# Франсоаз Саган
Франсоаз Саган (на френски: Françoise Sagan) е псевдонимът на френската писателка Франсоаз Коарез (Françoise Quoirez) – авторка на бестселъри в жанра съвременен роман, драматург и сценарист.

## Биография и творчество
Родена е на 21 юни 1935 г. в Кажар, департамент Лот, Франция, в семейството на Пиер и Мари Коарез. Баща ѝ е заможен индустриалец, а майка ѝ е наследница на земи. Тя е последното от четирите им деца – Сюзан (1924), Жак (1927) и Морис, който е умира в ранна възраст. За отглеждането им през 1931 г. е наета икономката Джулия Лафон, която се превръща в основна фигура в семейството.
Франсоаз прекарва ранното си детство в Лот, заобиколена от животни, страстта към които ѝ остава за цял живот. Семейството прекарва Втората световна война в Дофине и във Веркор. След смъртта на малкия Морис, Франсоаз е отгледана като едно много разглезено дете. Не се учи добре, въпреки вземаните частни уроци, и дори не взема зрелостния си изпит през 1953 г. Въпреки разпиления си живот, тя чете много книги – Кокто, Рембо, Пруст, Стендал, Флобер, Фокнър, Хемингуей, Камю, Фицджералд, Сартър и Малро.

### Литературна кариера
Първия си роман „Добър ден, тъга“ написва за шест седмици като студентка в Сорбоната и го публикува през 1954 г. под псевдонима Франсоаз Саган. Псевдонима си „Саган“ взема от героинята на Марсел Пруст от романа „По следите на изгубеното време“. В романа се разказва за 17-годишната Сесил и за нейния живот с приятеля ѝ и баща ѝ плейбой.
В началото на 60-те години на XX век Саган се посвещава повече на написването на пиеси, които макар да са оценени с отличен диалог, имат умерен успех. След това тя се насочва повече към писането на романи.
Приветствана като „очарователно малко чудовище“ от Франсоа Мориак на първа страница на „Фигаро“, Саган е известна с произведения си със силни романтични теми, засягащи заможни и депресирани буржоазни герои. Нейните герои стават като икона за обезверените тийнейджъри, в някои отношения, подобно на героите на Селинджър. Тя поддържа строгия стил на френския психологически роман дори във времето, когато романите в стил ар нуво са на мода. За разговорите на нейните герои се счита, че съдържат екзистенциални полутонове и меланхолия.
Освен романи, пиеси и автобиография, тя пише текстове на песни и сценарии за филми.
Произведенията на Саган са популярни сред читателите и са преведени и издадени в много страни по света. През 1954 г. получава наградата на критиците за романа си „Добър ден, тъга“. През 1960 г. получава наградата Brigadier за пиесата си Château en Suède. През 1985 г. е удостоена от Принца на Монако с награда за цялостно творчество.
Много от произведенията на авторката са екранизирани за киното и телевизията. През 1979 г. Саган председателства 32-рия филмов фестивал в Кан.

### Личен живот
Франсоаз Саган е била омъжена два пъти. Първия път за Гай Шойлер – неин издател, с 20 години по-възрастен от нея – от 13 март 1958 г. до юни 1960 г. Втория път се омъжва за Боб Вестхоф – млад американски модел и плейбой, който се представя за керамик. Те сключват брак на 10 януари 1962 г. и се развеждат на следваща година, но живеят заедно до 1972 г. Саган ражда сина си Денис Вестхоф през юни 1963 г. В своя живот е определяна с полисексуална ориентация, което тя отрича. Причина за това е нейната дългогодишна приятелска връзка с модната стилистка Пеги Рош и със семейния есеист Бернард Франк, както и определянето като „семейство“ на дългосрочните ѝ отношения с френската редакторка на списание „Плейбой“ Аник Жейл, започнала след публикация на Саган в списанието.
Франсоаз много обича да кара бързи коли, като например да шофира колата си „Ягуар“ до Монте Карло за хазартни игри. На 14 април 1957 г. катастрофира със спортен „Астън Мартин“ и остава известно време в кома с множество фрактури. Поради болките става зависима от аналгетици и опиати. В различни периоди от живота си Саган е пристрастена към редица лекарства и има дългосрочна употреба на хапчета, амфетамини, кокаин, морфин и алкохол. През 1990 г. тя е обвинена и осъдена за притежание на кокаин.
През 2000 г. нейното здраве се влошава. През 2002 г. не е в състояние да се яви на съдебен процес по дело за данъчни измами, свързано с бившия френски президент Франсоа Митеран, за което тя получава условна присъда.
Франсоаз Саган умира от белодробна емболия на 24 септември 2004 г. в Хонфльор, Франция. По нейна молба е погребана в родния си град. В речта си по повод нейна кончина френският президент Жак Ширак заявява: „С нейната смърт Франция загуби един от своите най-блестящите и чувствителни писатели – видна фигура на литературния ни живот.“

## Произведения

### Самостоятелни романи
- Bonjour tristesse (1954)
Добър ден, тъга, изд. „Фама“ (1993), прев. Елка Лазарова
- Un certain sourire (1955)
Усмивка почти, изд. „Фама“ (1992), прев. Мария Коева
- Dans un mois, dans un an (1957)
След месец, след година, изд. „Фама“ (2009), прев. Елка Лазарова, Валери Петров
- Aimez-vous Brahms? (1959)
Обичате ли Брамс?, изд. „Фама“ (1994), прев. Елка Лазарова
- Les merveilleux nuages (1961)
- La chamade (1965)
Шамада, изд.: „Български писател“, София (1992), прев. Адриана Андреева
- Le garde du cœur (1968)
- Un peu de soleil dans l'eau froide (1969)
- Des bleus à l'âme (1972)
- Un profil perdu (1974)
- Le lit défait (1977)
- Le chien couchant (1980)
Покорното куче, изд.: „Народна култура“, София (1982), прев. Мария Коева, Нели Захариева
- La femme fardée (1981)
- Un orage immobile (1983)
- De guerre lasse (1985)
- Un sang d'aquarelle (1987)
- La laisse (1989)
- Les faux-fuyants (1991)
- Un chagrin de passage (1994)
- Le miroir égaré (1996)

### Сборници разкази
- Les yeux de soie (1975)
- Musiques de scène (1981)
разкази в Покорното куче, изд.: „Народна култура“, София (1982), прев. Мария Коева, Нели Захариева
- La maison de Raquel Vega (1985)

### Пиеси
- Château en Suède (1960)
- Les violons parfois (1961)
- La robe mauve de Valentine (1963)
- Bonheur, impair et passe (1964)
- L'écharde (1966)
- Le cheval évanoui (1966)
- Un piano dans l'herbe (1970)
- Il fait beau jour et nuit (1978)
- L'excès contraire (1987)

### Текстове на песни
- Quelques cris
- Le Jour
- Pour toi et moi
- De toutes manières
- Dis-moi
- Les Doux Oiseaux de la jeunesse
- Goodbye Again
- Les Jours perdus
- La Valse
- Melanco
- Quand tu dors près de moi
- Roses
- Sans vous aimer

### Документалистика и други произведения
- Toxiques, journal (1964)
- Il est des parfums (1973) – в съавторство с Гийом Аноту
- Réponses, entretiens (1975)
- Brigitte Bardot (1975)
- Avec mon meilleur souvenir (1984) – спомени
С най-хубав спомен, изд.: „Народна култура“, София (1986), прев. Николай Стоянов, Христо Даиев
- Sarah Bernhardt, ou le rire incassable (1987)
Скъпа Сара Бернар, изд.: ИК „Плеяда“, София (2004), прев. Григор Павлов
- Au marbre, chroniques 1952 – 1962 (1988) – сборник от интервюта
- Night Bird (1980)
- The Eiffel Tower: A Centenary Celebration (1989) – в съавторство с Уини Денкър
- Répliques, entretiens (1992)
- ...Et toute ma sympathie (1993) – спомени
- Derrière l'épaule (1998) – автобиография
- Bonjour New-York (2007)
- Un certain regard, regroupant Réponses et Répliques (2008) – сборна автобиография
- Maisons louées (2008)
- Le régal des chacals (2008)
- Au cinéma (2008)
- De très bons livres (2008)
- La Petite Robe noire (2008)
- Lettre de Suisse (2008)

### Филмография
- 1956 Teledrama – ТВ сериал
- 1958 Grande Teatro Tupi – ТВ сериал
- 1958 Bonjour tristesse – по романа
- 1958 A Certain Smile
- 1960 Testament of Orpheus – като артист
- 1961 La récréation – сценарист
- 1961 Shadows of Adultery – по романа „Le plaie et le couteau“
- 1961 Goodbye Again – по романа „Aimez-vous Brahms?“
- 1963 Bluebeard – сценарист
- 1963 Nutty, Naughty Chateau, по пиесата
- 1964 Château en Suède – ТВ филм, по пиесата
- 1965 Bonjour tristesse – ТВ филм, по романа
- 1967 Ein Schloß in Schweden – ТВ филм, по пиесата
- 1968 Heartbeat – адаптация на диалога
- 1969 La robe mauve de Valentine – ТВ филм, по пиесата
- 1969 In einem Monat, in einem Jahr – ТВ филм, по романа
- 1970 The Ball of Count Orgel – диалог по романа на Реймънд Радике
- 1971 A Few Hours of Sunlight
- 1974 Encore un hiver – сценарист и режисьор на кратък филм
- 1975 Das ohnmächtige Pferd – ТВ филм, по пиесата
- 1976 Het gekroonde paard – ТВ филм
- 1976 Le cheval évanoui – ТВ филм
- 1977 Les Fougères bleues – по разказа „Des yeux de soies“, адаптация
- 1977 Bonheur, impair et passe – ТВ филм, по пиесата
- 1977 Les Borgia ou le sang doré – ТВ филм, съсценарист
- 1985 Le deuxième couteau – ТВ филм, като артист
- 1985 Emmenez-moi au théâtre: La robe mauve de Valentine – ТВ филм, по пиесата
- 1987 De guerre lasse, по романа
- 1988 L'excès contraire – ТВ филм, по пиесата
- 1990 La femme fardée, по романа
- 1995 Un orage immobile – ТВ филм, по романа
- 1995 Bonjour tristesse – ТВ филм, по романа „Bonjour tristesse“
- 1995 Machinations – ТВ филм, по романа „Bancos“
- 1997 Le coup du sort – ТВ филм, по романа
- 2000 Les faux-fuyants – ТВ филм, по романа
- 2008 Château en Suède – ТВ филм, по пиесата